# Montagebyggeri
Montagebyggeri er betegnelsen for byggeri, hvor delene er produceret i forvejen og derefter placeres som byggeklodser i byggeriet. Montagebyggeri bruges især i byggeriet af større boligkomplekser. Høje Gladsaxe og Urbanplanen er et typisk eksempel på montagebyggeri, som især har fundet sted i forstæderne i de større danske byer. Montagebyggeri muliggør hurtigere og mere effektiv bygning af boliger, og i 60´erne løste det især i storbyerne manglen på ordentlige boliger. Senest har montagebyggeri-modellen været nævnt i forbindelse med Ritt Bjerregaards planer om bygning af op imod 5.000 boliger i København.

## Baggrund
Forestillingerne om en ny og fager bybygning med forud færdiggjorte delelementer i montagebyggeri blev fremmanet i 1930-erne af den schweitziske arkitekt Le Corbusier. I sin vision "La ville radieuse" forestillede han sig fremtidens byer opbygget som store geometriske strukturer med brede motorgader og standardiseret montageboligbyggeri i højhuse.
Tanken at overgå fra traditionelt murstensbyggeri til montage- eller elementbyggeri fremkom i Danmark i 1950-erne. Denne type byggeri lå blandt andet til grund for oprettelsen af Boligministeriet i 1947, og ministeriet havde da også som en af sine hovedopgaver at fremme "utraditionelt byggeri" gennem lovgivningen, ved at give dette en fortrinsstilling når der skulle uddeles statslån til byggeri.

## 1950-erne
Blandt de tidlige elementbyggerier i Danmark fra 1950-erne kan nævnes:
- Bellahøj (opført 1951-1956) med 28 "punkthuse" i 8-12 etager og med ca. 1300 lejligheder;
- Engstrands allé i Hvidovre med godt 100 rækkehuse i to etager;
- Strandhavevej i Hvidovre;
- Carlsro i Rødovre med 934 boliger, hvoraf 597 i rækkehuse (opført 1952/539 og 337 i et 8-etagers langhus (opført 1958) med svalegange;
- Milestedet ved Roskildevej i København (opført 1953-1956);
- Rosenhaven i Kolding (opført 1954-1955);
- Stenkildeparken i Viby J. (opført 1954-1960);
- Korsløkkeparken i Odense (opført 1955-1958);
- Grønningen i Helsingør (opført 1956-1958);
- Langenæs i Århus (opført 1957-1960).

Fælles for disse byggerier var, at de blev opført efter anvisningerne i et omdiskuteret cirkulære fra Boligministeriet om utraditionelt byggeri og blev støttet af arkitekt Eske Kristensen og ingeniør P.E.Malmstrøm samt ingeniør W.R.Simonsen, der virkede som konsulent for Boligministeriet i industrialiseringsspørgsmål, desuden arkitekt i ministeriet Marius Kjeldsen.

## 1960-erne og 1970-erne
Efter de både mere og mindre gode erfaringer fra 1950-ernes elementbyggeri vedtog regeringen i marts 1960, kort efter Viggo Kampmanns tiltræden som statsminister en såkaldt "montagekvote" på 7.500 lejligheder, der fik tilskud fra staten i kraft af brugen af byggeelementer. De byggerier, som blev omfattede heraf, var:
- Ballerupplanen (opført 1962-1965) med 1.700 lejligheder i 3-4 etager i Ballerup og Skovlunde;
- Gladsaxeplanen (1.900 lejligheder);
- Albertslundplanen (1.500 lejligheder);
- Sydjyllandsplanen (1.800 lejligheder);
- byggerier i Rødovre og Kalundborg (i alt 600 lejligheder)[4].

Af andre af tidens elementbyggerier kan nævnes:
- Peder Lykkes Vej på Amager (opført 1965-1974) med omkring 2.700 lejligheder;
- Taastrupgaard i Høje-Taastrup (opført 1970-1973) med omkring 950 lejligheder;
- Bakkevænget i Hundested;
- Randersvej i Århus;
- Farum Midtpunkt (opført 1970-1975) med omkring 1.375 lejligheder;
- Gjellerupplanen (opført 1967-1972) med omkring 3.500 lejligheder:
- Vollsmose i Odense med omkring 3.000 lejligheder;
- Kvaglund-kvarteret i Esbjerg.

## Sociale problemer
Kendetegnende for de fleste af disse og mange tilsvarende massive industrielle boligbyggerier er, er de er blevet opsamlingssteder for omfattende sociale problemer. Mange er blevet ophobningssteder for indvandrere, der derved er blevet samlede i mere eller mindre rene "ghettoer", hvor håbet om integration i det danske samfund er minimal. Samfundets indsats for at rette op på de sociale problemer har været temmelig omfattende men uden synlige resultater.
Kun få var i sin tid forudseende med hensyn til etageboligernes problemer. I sin bog "Parkpolitik i Sogn og Købstad" fra 1931 bringer C.Th. Sørensen s. 73 et avisudklip:
"- Hvad mener De ellers om vore Byggeforhold i Almindelighed?"
"- Danmark er virkelig et højst mærkeligt Land... her har De Verdens bedste Arkitekter, og disse Mennesker tvinger man til at bygge Lejekaserner, samfundsmæssigt set den elendigste og daarligste Byggeform, Fanden har skabt. Det er mig ufatteligt, at man i dette højdemokratiske Land endnu ikke er kommet videre, end at Stat eller Kommune stadig fremmer Lejekasernerne i Stedet for Enfamiliehusene. ...Lejekasernerne er dog socialt set det værste af alt i en Storby. Det har forbavset mig at se, at samtidigt med, at man i Danmark i Organiseringen af Landbruget er længere fremme end i andre Lande, er man hvad Byernes Boligforhold angaar næsten lige saa langt tilbage som i Tyskland."